# První syrská přechodná vláda
První syrská přechodná vláda (arabsky الحكومة الانتقالية السورية‎) byla vláda Sýrie, která byla vytvořena syrskou opozicí po pádu režimu prezidenta Bašára al-Asada a jeho útěku ze země. Vládu ustavila ozbrojená skupina Tahrír al-Šám poté, co její jednotky dobyly hlavní město Damašek v prosinci 2024. Po svém vzniku si udělila mandát do 1. března 2025, nicméně ve funkci zůstala až do 29. března, kdy byla nahrazena druhou přechodnou vládou.
Přestože formálně nebyl členem vlády, byl od počátku jejím neformálním vůdcem a faktickým vládcem Sýrie vrchní velitel milic Tahrír al-Šám Ahmad Šara. Ten byl 29. ledna 2025 oficiálně jmenován dočasným syrským prezidentem a zároveň byl pověřen sestavením legislativní rady, jež má být aktivní, dokud nebude vypracována nová ústava. V březnu byla přijata ústavní deklarace, která má platit po přechodnou dobu pěti let.
Vláda vznikla transformací Syrské vlády spásy, která byla alternativní vládou k Syrské prozatímní vládě a opoziční koalici. Přestože zástupci koalice nebyli ve vládě zastoupeni, předseda koalice Hádí al-Bahra vyjádřil vládě podporu při získávání uznání od mezinárodního společenství, organizací občanské společnosti a všech Syřanů. Poté, co byl Šara jmenován prezidentem, se prozatímní vláda vzdala svých pravomocí ve prospěch přechodné vlády v Damašku.

## Vznik
Dne 8. prosince 2024, po vítězství opozičních sil v bitvě o Damašek, uvedl na svém telegramovém účtu vrchní velitel milic Tahrír al-Šám Ahmad Šara (tehdy ještě známý především pod svou bojovou přezdívkou Abú Muhammad Džulání), že veřejné instituce nebudou převzaty silou a místo toho zůstanou dočasně řízeny syrským premiérem Muhammadem Ghazím Džalálím, dokud nebude dokončena úplná politická transformace. V odpovědi na to souhlasil premiér Džalálí s předáním moci povstalecké Syrské vládě spásy. Následující den, 9. prosince, došlo k jednání mezi Šarou a Džalálím, po kterém bylo oznámeno, že předsedou nové vlády se stane dosavadní předseda povstalecké vlády provincie Idlíb Muhammad al-Bašír a došlo k předání státních dokumentů a pravomocí. Poté nový premiér Bašír vystoupil v státní televizi s krátkým projevem, kde oznámil vznik vlády, která ve své funkci zůstane do 1. března 2025. Následně v rozhovoru pro televizi Al Džazíra prohásil: „Nyní je čas, aby si tento lid užil stabilitu a klid.“ Následujícího dne se ministři Syrské vlády spásy ujali odpovídajících postů v nové vládě.

### Zahraniční reakce
- USA: Ministr zahraničí Anthony Blinken v reakci na vznik přechodné vlády uvedl, že Spojené státy plně podporují politickou transformaci Sýrie. Proces přechodu a nová vláda podle něj musí dodržet závazky plně respektovat práva menšin; usnadnit tok humanitární pomoci všem, kdo to potřebují; zabránit tomu, aby byla Sýrie využívána jako základna pro terorismus nebo představovat hrozbu pro své sousedy; a zajistit že veškeré zásoby chemických nebo biologických zbraní budou zajištěny a bezpečně zničeny. Prohlásil, že Spojené státy, které v roce 2012 pozastavily diplomatické vztahy se Sýrií, následně uznají a plně podpoří budoucí syrskou vládu, která bude výsledkem tohoto procesu.[13] Spojené státy rovněž zvažují výmaz milice Tahrír al-Šám ze seznamu teroristických skupin.[14]
- Izrael: Premiér Benjamin Netanjahu prohlásil, že si přeje korektní vztahy s novou syrskou vládou, nicméně že izraelské síly nebudou váhat zaútočit, pokud vláda umožní Íránu znovu se usadit v Sýrii, povolí přesuny zbraní pro Hizballáh nebo sama zaútočí na Izrael.[15]
- Jordánsko, Saúdská Arábie, Irák, Libanon, Egypt, Spojené arabské emiráty, Bahrajn a Katar: Vysoce postavení diplomaté z osmi zemí Ligy arabských států se na schůzce v Jordánsku shodli na podpoře mírového předání moci; uvedli, že všechny politické a sociální síly musí být v nové syrské vládě zastoupeny; a varovali před jakoukoli etnickou, sektářskou nebo náboženskou diskriminací.[16]
- Turecko: Ministr obrany Yaşar Güler prohlásil, že nová syrská vláda vyslala konstruktivní signály a měla by dostat šanci vládnout. Uvedl rovněž, že Turecko je nové syrské vládě povstalců připraveno poskytnout vojenský výcvik, pokud o to požádá.[17]
- Evropská unie: Ministryně zahraničí Kaja Kallasová vyslala 16. prosince do Damašku unijního zmocněnce s úkolem navázat kontakt s novou vládou.[18]

## Členové

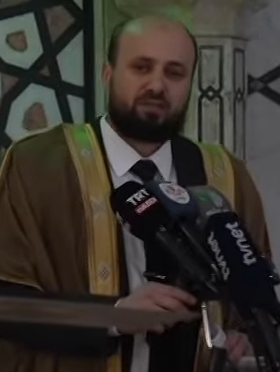
Premiér Muhammad Bašír, 14. prosince 2024

| Funkce                                        | Jméno                    | Ve funkci         | Ve funkci         |
| Funkce                                        | Jméno                    | Od                | Do                |
| --------------------------------------------- | ------------------------ | ----------------- | ----------------- |
| Neformální vůdce                              | Ahmad Šara               | 10. prosince 2024 | 29. ledna 2025    |
| Prezident                                     | Ahmad Šara               | 30. ledna 2025    | 29. března 2025   |
| Předseda vlády                                | Muhammad al-Bašír        | 10. prosince 2024 | 29. března 2025   |
| Ministr zemědělství a agrární reformy         | Muhammad al-Ahmad        | 10. prosince 2024 | 29. března 2025   |
| Ministr obrany                                | Murhaf Abú Kvásra        | 21. prosince 2024 | 29. března 2025   |
| Ministr rozvoje                               | Fádí al-Kásím            | 10. prosince 2024 | 29. března 2025   |
| Ministr ekonomických a obchodních věcí        | Basil Abdul Azíz         | 10. prosince 2024 | 29. března 2025   |
| Ministr školství                              | Nazír al-Kvadrí          | 10. prosince 2024 | 29. března 2025   |
| Ministr pro dotace                            | Husám Hadž Husajn        | 10. prosince 2024 | 29. března 2025   |
| Minist pro elektřinu                          | Umar Šarkúk              | 17. prosince 2024 | 29. března 2025   |
| Minist financí                                | Ríad Abdul Raúf          | 23. září 2024     | 29. března 2025   |
| Ministr zahraničních věcí a expatriotů        | Asád Hasan aš-Šajbání    | 21. prosince 2024 | 29. března 2025   |
| Ministr vyššího školství                      | Abdul Moneím Abdul Háfiz | 10. prosince 2024 | 29. března 2025   |
| Ministr informací                             | Muhammad al-Umar         | 10. prosince 2024 | 29. března 2025   |
| Ministr vnitra                                | Muhammad Abdul Rahmán    | 10. prosince 2024 | 29. března 2025   |
| Ministr spravedlnosti                         | Šádí al-Waísí            | 10. prosince 2024 | 29. března 2025   |
| Ministr pro místní správu a životní prostředí | Muhammad Muslim          | 10. prosince 2024 | 29. března 2025   |
| Ministr zdravotnictví                         | Mazén Dúchán             | 10. prosince 2024 | 16. prosince 2024 |
| Ministr zdravotnictví                         | Máher al-Šará            | 16. prosince 2024 | 29. března 2025   |
| Vedoucí úřadu pro záležitosti žen             | Aíša al-Díbsová          | 22. prosince 2024 | 29. března 2025   |

## Reformy

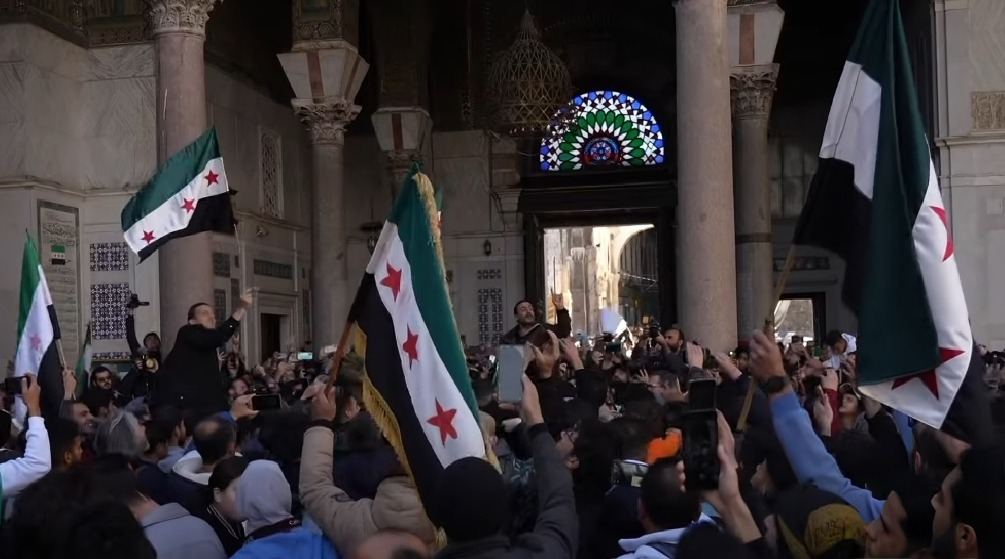
Oslavy pádu Asadova režimu v Umajjovské mešitě, 14. prosince 2024

Mezi prvními kroky nové vlády byla například výzva premiéra Bašíra syrským emigrantům k návratu do vlasti, a osvobození politických vězňů, například z věznice Sajdnájá, která se dostala pod kontrolu povstaleckých sil již 9. prosince. Představitelé nové vlády vyzvali personál věznice, aby povstalcům poskytly kódy od zámků, nicméně docházelo i k rozstřílení zámků a nekontrolovanému úniku. Dne 12. prosince vláda rozhodla, že po dobu jejího mandátu je pozastavena platnost ústavy a činnost parlamentu, a přesunula z Idlibu do Damašku svůj úřednický aparát včetně policejních složek.

### Ozbrojené síly a bezpečnostní sbory
Vláda 12. prosince 2024 jako jedno ze svých prvních opatření nařídila rozpuštění ozbrojených sil a bezpečnostních složek baasistického režimu. Byla též vyhlášena amnestie pro vojáky bývalého režimu, která se však má vztahovat pouze na brance odvedené proti jejich vůli. Důstojníci, kteří se podíleli na mučení a vraždění vězňů, mají být potrestáni a vláda vydala zatykače na 160 z nich. 27. prosince byl zatčen bývalý generál Muhammad Hasan, který je podezřelý z nelidského zacházení se zadrženými. 17. ledna 2025 navštívil Sýrii na pozvání vlády vrchní prokurátor Mezinárodního trestního soudu Karim Khan, aby s jejími představiteli prodiskutoval možnosti podpory při stíhání zločinů starého režimu. Překážkou však je to, že Sýrie není smluví stranou Římského statutu.
Někteří příslušníci složek starého režimu se silám nové vlády hromadně vzdali a odevzdali jim své zbraně. Pro tyto účely vláda zřídila takzvaná usmiřovací centra s úkolem provádět registraci bývalých vojáků, policistů a zaměstnanců ministerstva vnitra. Ti poté co odevzdali zbraně obdrželi dočasný průkaz s platností tři měsíce, během nichž tajné služby prověří, zda se ve službě nedopustili zločinů. Pokud nic takového neobjeví, bude jim vydán klasický občanský průkaz.
22. prosince 2024 bylo oznámeno, že po dohodě velitelů budou povstalecké ozbrojené skupiny sloučeny a reformovány na regulérní armádu. Veškeré zbraně v zemi mají přejít pod kontrolu vlády. 31. prosince bylo 7 povstaleckých velitelů včetně ministra obrany Murhafa Abúa Kvásry jmenováno do generálských hodností a 40 dalších do hodnosti plukovníka. Vláda o začlenění do jednotné syrské armády jednala i s kurdskými jednotkami SDF, které to však v lednu 2025 odmítly. V průběhu dalších jednání však došlo ke shodě a 11. března 2025 byla mezi prozatímním prezidentem Šarou a velitelem SDF Malzúmem Abdíem podepsána dohoda o integraci kurdských vojenských a civilních institucí do syrského státu. Tato dohoda předpokládá okamžité příměří a začlenění všech struktur SDF do konce roku 2025. Vláda v Damašku tím má získat kontrolu nad hraničními přechody do Iráku a Turecka, letišti, ropnými a plynovými poli a dalšími strategickými objekty. Syrská vláda také převezme věznice, kde je zadržováno až deset tisíc členů Islámského státu. Dohoda uznává kurdskou menšinu, která tvoří přibližně deset procent populace, jako nedílnou součást syrského státu a zaručuje práva všech Syřanů na zastoupení a účast v politickém procesu. Velitel SDF Abdí označil tuto dohodu za příležitost vybudovat novou Sýrii, která zaručí práva všech občanů a naplní jejich touhy po míru a důstojnosti.

### Ekonomika
Ministr ekonomických a obchodních věcí Basil Abdul Azíz stanovil za hlavní cíle vlády investice do obnovy země, přičemž škody způsobené občanskou válkou se odhadují na desítky miliard dolarů, a rovněž přechod ze socialistického na tržní hospodářství a integrace do světové ekonomiky. Mezi prvními opatřeními v této oblasti bylo to, že byla zrušena podmínka pro dovoz zboží v podobě povolení Syrské centrální banky, a nahrazena registrací u Damašské obchodní komory. Rovněž pro vývoz zboží již od 16. prosince není nutné vývozní povolení. Představitelé byznysu, s nimiž mluvila agentura Reuters, označili slibované změny za povzbudivé.
Představitelé vlády v prvních dnech poté, co se chopili moci, převzali kontrolu nad trezorem Syrské centrální banky, ve kterém jsou uloženy devizové rezervy ve výši 200 milionů amerických dolarů a zlaté rezervy ve výši 26 tun. Budova banky byla krátce po pádu Asadova režimu vyrabována, kdy si zloději si odnesli blíže neurčené množství syrských liber; do hlavního trezoru se ale nedostali. Dne 18. prosince byly obnoveny služby bankomatů a elektronických plateb. 30. prosince byla do funkce guvernéra Syrské centrální banky poprvé v historii jmenována žena, a to Majsá Sabrineová.
Vláda také opakovaně vyzvala k ukončení sankcí, které byly na Sýrii uvaleny za baasistické vlády. 6. ledna 2025 došlo ze strany USA k dočasnému uvolnění některých restrikcí, které má umožnit finanční transakce se syrskou vládou, například při nákupu pohonných hmot, elektřiny, vody a dalších základních statků. EU přistoupila k obdobnému kroku 29. ledna 2025, kdy bylo dohodnuto zmírnění sankcí v oblasti energetiky, dopravy a finančnictví.
Dne 31. ledna 2025 vláda oznámila rozsáhlou reformu směřující k omezení státního aparátu. Ta zahrnuje privatizaci 107 státem řízených průmyslových společností, které byly podle ministra Azíze převážně prodělečné. V rukou státu zůstanou energetické a dopravní podniky. Dále má dojít k propuštění velkého počtu státních zaměstnanců. Podle předběžné inspekce nové vlády chodí skutečně do práce 900 tisíc vládních zaměstnanců z celkového počtu 1,3 milionu; zbylých 400 tisíc jsou pravděpodobně tzv. mrtvé duše.

### Zahraniční politika

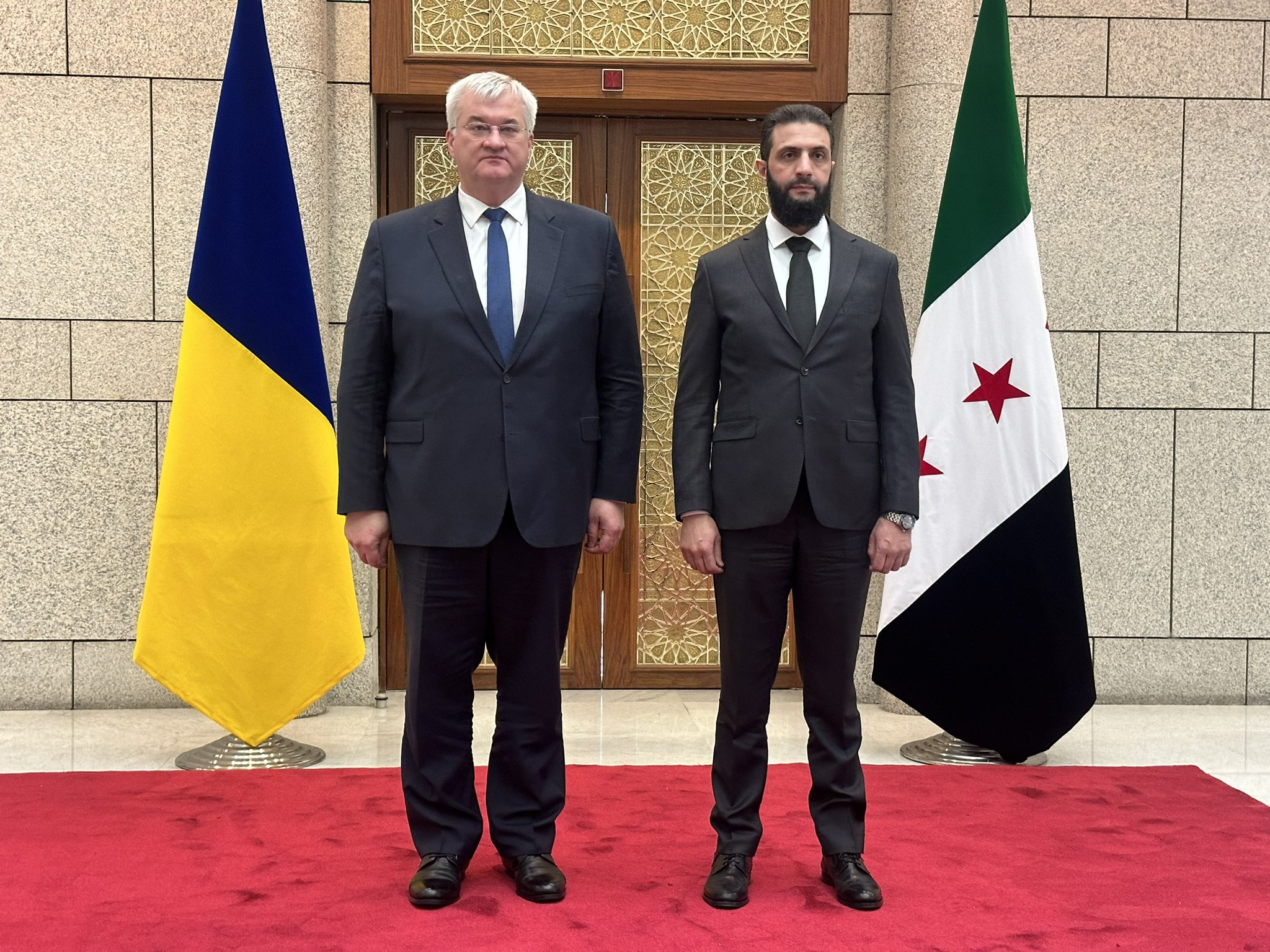
Vůdce přechodné vlády Ahmad Šara spolu s ukrajinským ministrem zahraničí Andrijem Sybihou, 30. prosince 2024

Přechodná vláda bezprostředně po převzetí svých funkcí zahájila jednání se státy a mezinárodními organizacemi. Například 20. prosince 2024 se diplomatická mise USA v Damašku setkala s představiteli přechodné vlády, což bylo poprvé od roku 2011, kdy Sýrii navštívili američtí diplomaté. 2. ledna byla obnovena činnosti velvyslanectví České republiky s Sýrii, které bylo uzavřené od 8. prosince 2024. 3. ledna 2025 se jednání s přechodnou vládou v Damašku zúčastnili ministr zahraničí Francie Jean-Noël Barrot a ministryně zahraničí Německa Annalena Baerbocková, kteří přislíbili podporu obnovy Sýrie ze strany EU a poskytnutí humanitární pomoci. První zásilka, obsahující chirurgické vybavení a léky, byla doručena 9. ledna. Na obnově Sýrie se podílí také Turecko, které například na žádost přechodné vlády tiskne pro syrské úřady identifikační doklady a cestovní pasy.
Vláda zahájila jednání i s dalšími zeměmi v regionu, v lednu 2025 ministr zahraničí přechodné vlády Asád Hasan aš-Šajbání navštívil například Katar a Saúdskou Arábii.
Nástupem přechodné vlády došlo k významné změně vztahů mezi Sýrií a Íránem, který byl významným spojencem svrženého režimu, což vedlo ke stažení milicí podporovaných Íránem, včetně důstojníků Íránských revolučních gard, ze syrského území. Rovněž se změnil vztah k Rusku, jehož jednotky po převratu zahájily evakuaci svých základen v Sýrii. Po jednání s ruskou delegací dne 29. ledna 2025 vláda podmínila budoucnost přístavu Tatrús a letiště Hmímím konkrétní opatřeními z ruské strany, jako je kompenzace škod způsobených podporu baasistického režimu a podpora rekonstrukce země. Rovněž vznesla požadavek, aby byl Bašár Asad vydán k trestnímu stínání do Sýrie.

### Doprava
Ministerstvo dopravy 13. prosince přislíbilo, že v blízké době dojde k otevření vzdušného prostoru a hraničních přechodů. 6. ledna vládní úřady převzaly kontrolu nad hraničními přechody s Tureckem v provincii Aleppo. 8. ledna obnovily některé aerolinie spoje na mezinárodní letiště v Damašku, na které většina z nich nelétala od roku 2012.
Vlády 24. ledna 20205 vypověděla dohodu s ruskou společností Strojtransgaz, která spravovala přístav Tartús. Vláda tak získala 100% ze zisků přístavu, dosud Strojtransgaz inkasoval 65 % zisků přístavu a syrská vláda 35%.
Turecké ministerstvo dopravy 24. prosince 2024 představilo plán na obnovu dopravní infrastruktury v Sýrii, včetně výstavby železniční tratě z Turecka do Damašku.

### Školství
Školy byly po pádu Asadova režimu týden uzavřeny, ke znovuotevření došlo 15. prosince 2024. V lednu 2025 se na facebookovém profilu ministerstva zahraničí objevil návrh úprav ve školních osnovách. Někteří aktivisté s nimi vyjádřili nespokojenost a upozorňovali na to, že obsahují islamistické prvky, vypouštějí některé historické události nebo zmínky o ženách. Ministr školství Názir Mohamed Kvadrí v reakci na to uvedl, že úpravy se mají týkat pouze odstranění pasáží glorifikujících svržený režim a dezinterpretaci náboženských textů. Přislíbil rovněž, že ke změně osnov dojde až po schválení speciální komisí.

### Zdravotnictví
Po nástupu vlády organizace Lékaři bez hranic zintenzivnila své působení v Sýrii a rozšířila své aktivity i na území, kde to pod Asadovou vládou nebylo dosud možné. Pomoc vládě v rekonstrukci válkou zničeného zdravotnictví poskytla také například Saúdská Arábie, která v lednu 2025 odeslala do Sýrie 730 tun zdravotnického materiálu a přislíbila vyslání 3000 členů zdravotnického personálu.

### Ústava a volby
Bezprostředně po svržení Asadova režimu vyzval předseda opoziční koalice al-Bahra přechodnou vládu k uspořádání svobodných voleb do 18 měsíců. Vůdce přechodné vlády Šara však v reakci na to uvedl, že to potrvá déle; prohlásil, že příprava nové ústavy zabere tři roky a příprava voleb další rok. Počátkem roku 2025 připustil, že to může trvat až pět let. To bylo potvrzeno 13. března 2025, kdy Šara jako prozatímní prezident podepsal ústavní deklaraci, která má následujících pět let sloužit jako prozatímní ústava. Dokument stanovuje, že islám je náboženstvím prezidenta, stejně jako tomu bylo v předchozí ústavě, a že islámská jurisprudence je hlavním zdrojem legislativy. Také zakotvuje oddělení moci a nezávislost soudnictví a zaručuje práva žen, svobodu projevu a svobodu médií. K přijetí této dočasné ústavy došlo krátce po konferenci národního dialogu, která se konala v Damašku na konci února, která měla za cíl zahájit politickou transformaci Sýrie po pádu režimu. Pro účast na konferenci stanovila přechodná vláda podmínku, že všechny ozbrojené milice v zemi musí složit zbraně a začlenit se do nově vznikající národní armády. Tento požadavek měl zajistit centralizaci moci a snížit riziko fragmentace země podél náboženských a etnických linií. Konference byla svolána narychlo, přičemž pozvánky byly rozeslány pouze dva dny před jejím začátkem. Ačkoli se zúčastnili komunitní vůdci, akademici a náboženští představitelé, klíčové skupiny, jako například kurdské milice podporované USA, které ovládají velkou část severovýchodní Sýrie, pozvány nebyly. Závěrečné prohlášení konference zdůraznilo odmítnutí jakékoli formy fragmentace nebo rozdělení země, což odráží touhu většiny Syřanů po zachování celistvosti státu.